# Drehfeldmessgerät

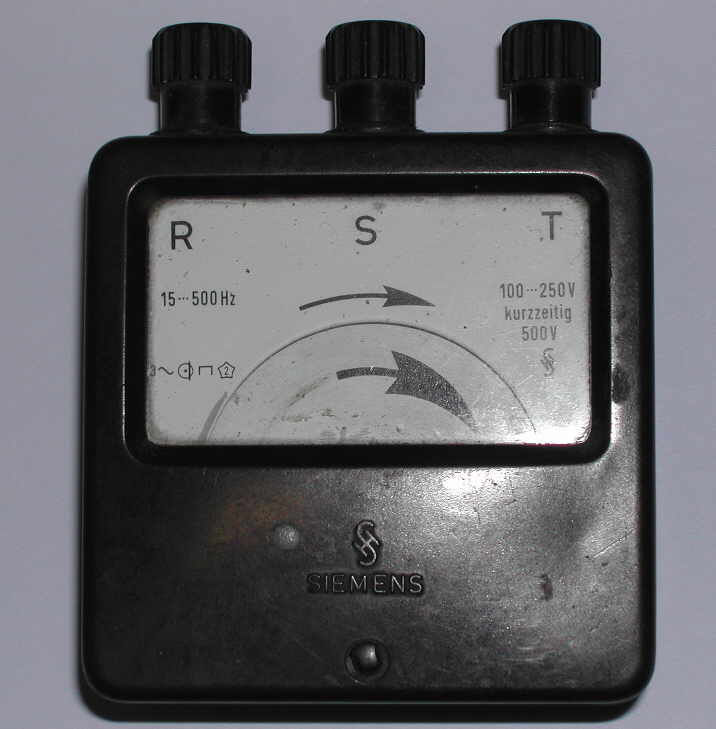
Älteres Drehfeldmessgerät mit Motor

Schaltung eines Drehfeldmessgeräts mit zwei Leuchtdioden (rot/grün) zur Anzeige des Drehsinns, Dimensionierung für 50 Hz und 2-mA-LEDs

Ein Drehfeldmessgerät dient dazu, die Drehrichtung des Drehfeldes bei Dreiphasenwechselstrom („Drehstrom“) anzuzeigen.
Trotz seiner Bezeichnung ist das Drehfeldmessgerät kein Messgerät, sondern ein Prüfgerät zum Nachweis der elektrischen Sicherheit, da es keinen Messwert einer physikalischen Größe liefert, sondern nur einen binären Zustand anzeigt.

## Verwendungszweck
Die Richtung eines Drehfeldes kann bei Dreiphasenwechselstrom durch Vertauschen zweier beliebiger Außenleiter umgekehrt werden; um eine unerwünschte Drehfeldrichtung durch falsche Verkabelung auszuschließen, ist eine Prüfung erforderlich.
Die Drehfeldrichtung ist unter anderem in den folgenden Kontexten relevant:
- Im Bereich der Elektroinstallation in Niederspannungsnetzen ist in einschlägigen Normen wie der in Deutschland gültigen VDE 0100 ein rechtswendiges Drehfeld vorgegeben.[2]
- Auch bei Verwendung von Industrie- und Mehrphasensteckern, wie den Steckern nach der Spezifikation IEC 60309, ist ein rechtswendiges Drehfeld sicherzustellen.
- Bei Drehstrommotoren wie dem Asynchronmotor ist die Drehfeldrichtung wesentlich, da sich bei „falschem“ Drehfeld der Motor in der umgekehrten Richtung dreht. Dadurch kann es, beispielsweise bei elektrischen Pumpen oder anderen von dem Motor angetriebenen Maschinenteilen, zu Folgeschäden kommen.

## Aufbau

### Elektromechanische Drehfeldmessgeräte
Elektromechanische Drehfeldmessgeräte bestehen aus einem kleinen Drehstrommotor mit Getriebe, der eine rotierende Scheibe mit aufgedrucktem Pfeilsymbol antreibt. Der Anschluss des Drehfeldmessgeräts an die einzelnen Außenleiter, früher mit R, S und T bezeichnet, heute üblicherweise mit L1, L2 und L3, hat dabei entsprechend der Beschriftung am Messgerät zu erfolgen.

### Elektronische Drehfeldmessgeräte
Elektronische Messgeräte bestehen aus einer elektrischen Schaltung, die entsprechend der Beschriftung am Messgerät an die drei Außenleiter angeschlossen wird und ohne eine mechanische Bewegung den Drehsinn anzeigt. Durch vektorielle Addition der Außenleiterspannungen, unter Zuhilfenahme von zwei Blindwiderständen in Form von Kondensatoren zur Phasenverschiebung wie in nebenstehender Schaltung, erfolgt die Anzeige mittels Leuchtdioden. Üblicherweise wird dabei der rechtswendige Drehsinn mit der Farbe Grün und der linkswendige Drehsinn mit der Farbe Rot signalisiert.

## Drehfeldmessung mit zweipoligem Spannungsprüfer

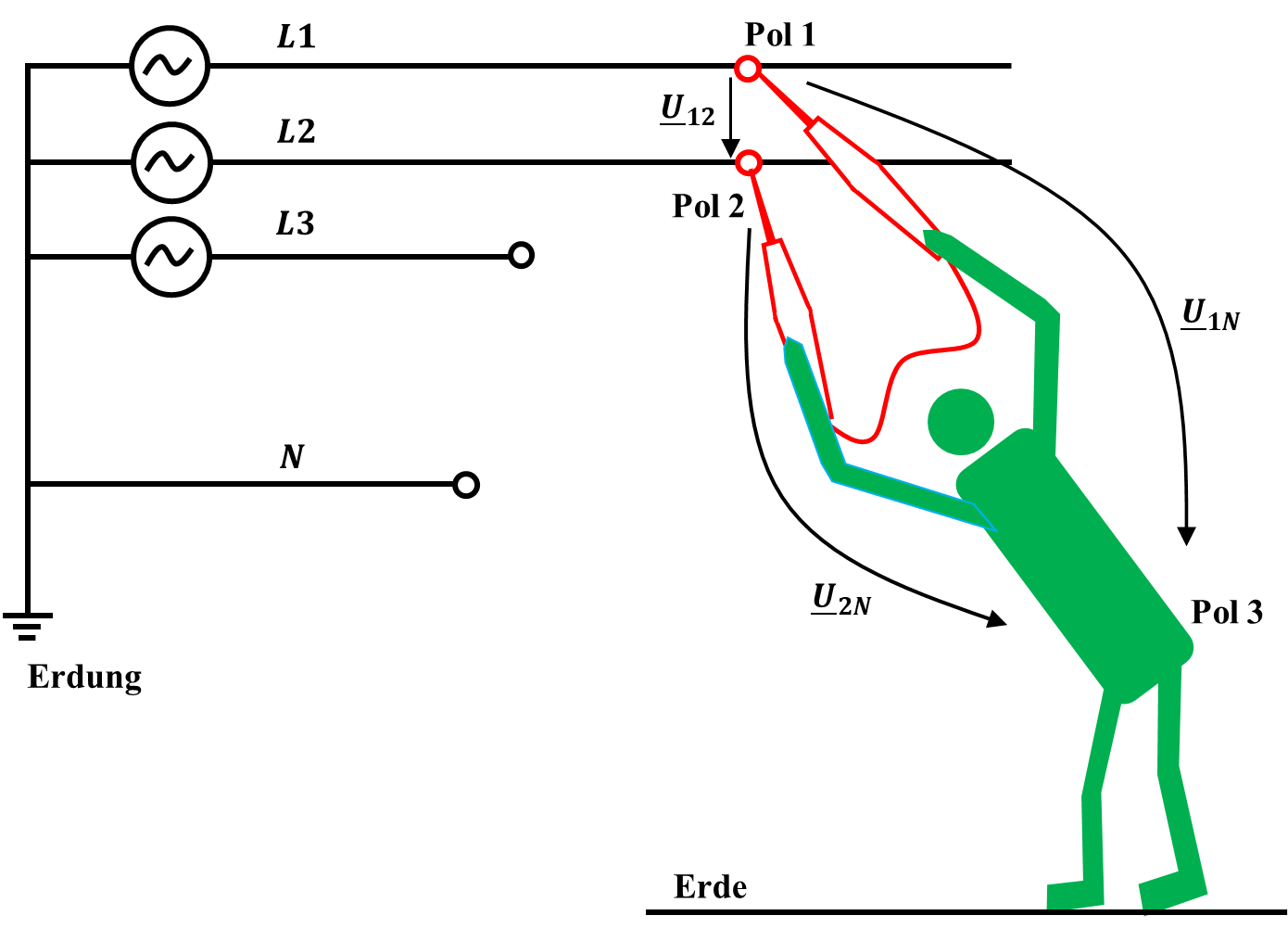
Drehfeldprüfung mit zweipoligem Spannungsprüfer durch Kopplung gegen Erde

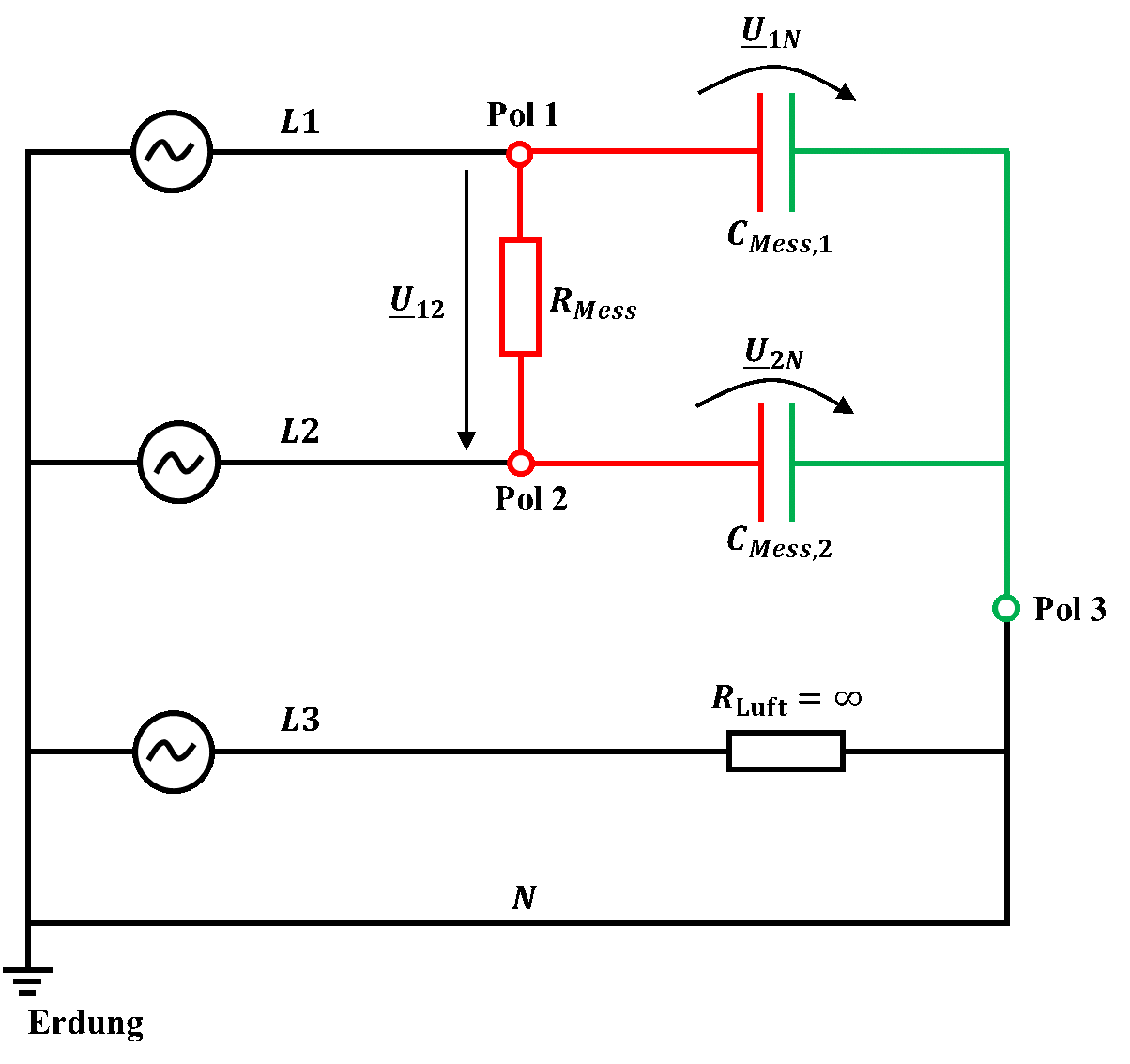
Ersatzschaltbild: Zeigt nur kapazitive Kopplung ohne Phasenfolge anzeigende Bauelemente wie z. B. LEDs

Die meisten zweipoligen Spannungsprüfer sind heutzutage auch in der Lage, eine Drehfeldprüfung eines geerdeten Drehspannungsnetzes durchzuführen. Hierzu ist allerdings eine dreipolige Messung erforderlich, die durch die beiden Prüfelektroden einerseits sowie durch eine kapazitive Kopplung gegen Erde andererseits realisiert wird.
Die Realisierung ist in nebenstehenden Bildern visualisiert: Hierbei bildet jede Prüfelektrode des zweipoligen Spannungsprüfers jeweils einen Pol und der Körper des Messenden den dritten Pol. Zur Bestimmung der Phasenfolge bei einem Dreiphasennetz werden die zwei Pole des Spannungsprüfers an zwei verschiedene Außenleiter angelegt und der Körper des Messenden als dritter Pol an den Neutralleiter (dies geschieht einfach dadurch, dass der Messende aufgrund seines Kontakts mit der Erde Erdpotential hat und der Neutralleiter geerdet ist). Jeweils eine Prüfelektrode zusammen mit der umschließenden Hand des Messenden bilden einen Zylinderkondensator, wobei die Prüfelektrode eine Kondensatorelektrode, die Hand des Messenden die andere Kondensatorelektrode und der isolierte Griff das Dielektrikum des Kondensators bilden; dies ist die kapazitive Ankopplung der Erde.

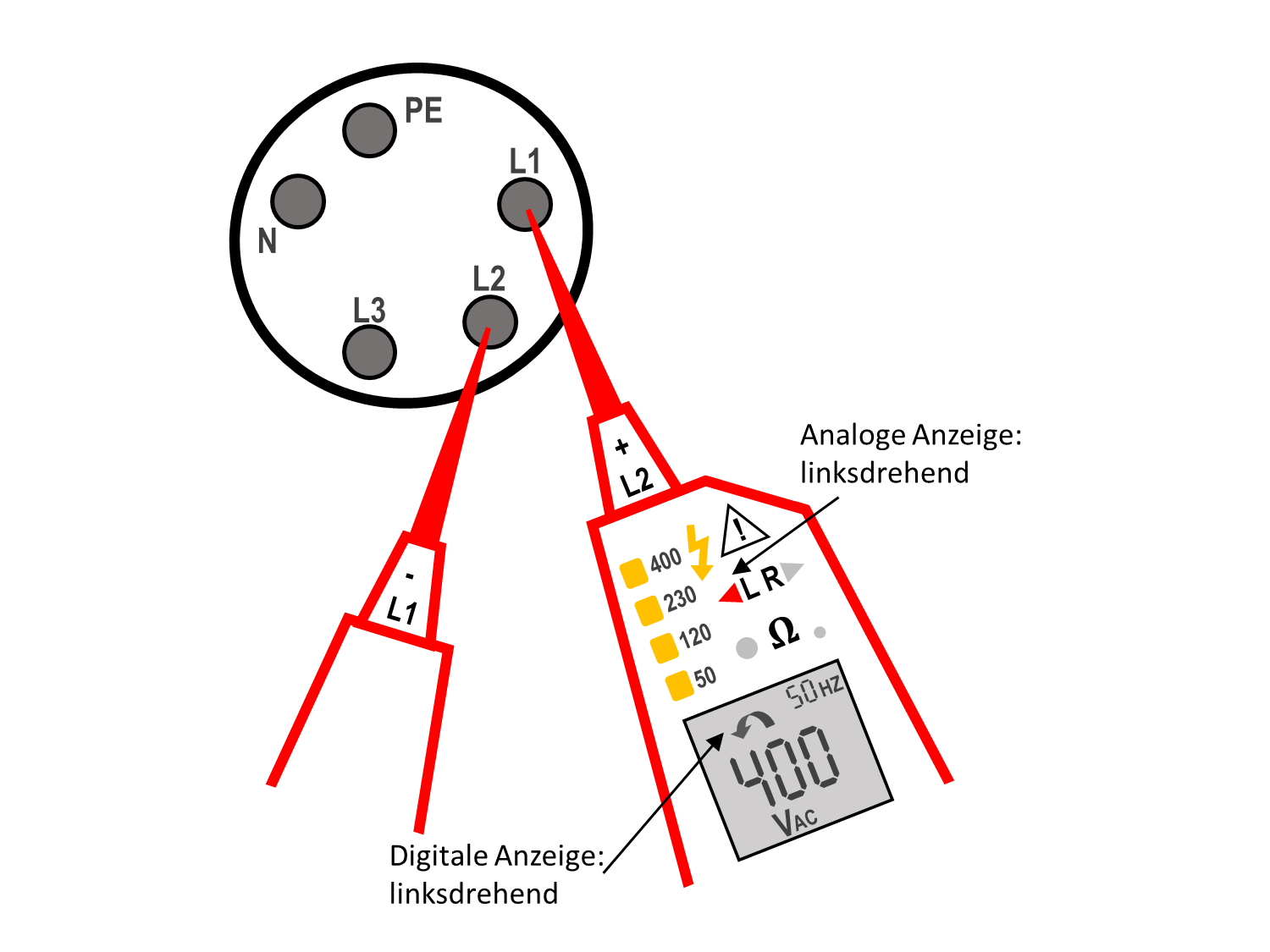
Drehfeldprüfung mit zweipoligem Spannungsprüfer

 Der Drehsinn des Drehfeldes (die Phasenfolge) kann über die an den Zylinderkondensatoren {\displaystyle C_{\mathrm {Mess,1} }} und {\displaystyle C_{\mathrm {Mess,2} }} abfallenden Strangspannungen {\displaystyle U_{\mathrm {1N} }} (zwischen Pol 1 und Pol 3) und {\displaystyle U_{\mathrm {2N} }} (zwischen Pol 2 und Pol 3), welche um {\displaystyle \pm }120° gegeneinander phasenverschoben sind, bestimmt werden, da diese mit den jeweiligen Strangspannungen an den entsprechenden Wicklungssträngen übereinstimmen. Diese Phasenverschiebung um 120° gegen den Uhrzeigersinn (linksdrehend) oder im Uhrzeigersinn (rechtsdrehend) lässt sich im Prinzip messen und kann durch zusätzliche Schaltungselemente (wie z. B. Leuchtdioden) im Spannungsprüfer angezeigt werden.
Mögliche Fehlerquellen bei der Drehfeldmessung:
- Ist die kapazitive Kopplung gegen Erde unterbrochen oder nicht vollständig, dann funktioniert die Drehfeldmessung nicht. Dies ist z. B. der Fall, wenn man die Griffe der Prüfelektroden loslässt oder nicht fest genug umfasst, da dann die Hand als Kondensatorelektrode fehlt.
- Es kann auch die Verbindung zur Erde (und damit zum geerdeten Neutralleiter) unterbrochen sein, z. B. wenn Schutzkleidung und isolierende Gummistiefel getragen werden. Die Hand als Kondensatorelektrode hat dann nicht dasselbe Potential wie der Neutralleiter und somit fällt über einem aus Prüfelektrode und Hand bestehenden Zylinderkondensator nicht dieselbe Strangspannung ab wie am entsprechenden Wicklungsstrang. Dadurch können die Phasenlagen zwischen den Verbraucherstrangspannungen der Zylinderkondensatoren von denen zwischen den Wicklungsstrangspannungen abweichen.
- Bei nicht geerdeten Drehspannungsnetzen greift die kapazitive Kopplung gegen Erde ins Leere, da selbst bei einwandfreier kapazitiver Kopplung das Ende des Verbraucherstranges (Kondensatorelektrode Hand) zwar Erdpotential, das Ende des entsprechenden Wicklungsstranges jedoch im Allgemeinen kein Erdpotential hat, wohingegen Anfang von Verbraucherstrang und Anfang von entsprechendem Wicklungsstrang dasselbe Potential aufweisen. Somit fallen Strangspannung am Wicklungsstrang und am entsprechenden Verbraucherstrang auseinander und es können keine Rückschlüsse von den Phasenlagen zwischen den Verbraucherstrangspannungen an den Zylinderkondensatoren auf die Phasenlagen zwischen den Wicklungsstrangspannungen und somit auf den Drehsinn des Drehfeldes gezogen werden.